# Onthophagus neomirabilis
Onthophagus neomirabilis é uma espécie de inseto do género Onthophagus, família Scarabaeidae, ordem Coleoptera.

## História
Foi descrita cientificamente por Howden em 1973.